# Khamaviürt
Khamaviürt (en rus: Хамавюрт) és un poble de la república del Daguestan, a Rússia. Segons el cens del 2010 tenia 3.178 habitants.